# الدوري الأوكراني الممتاز 1992
الدوري الأوكراني الممتاز 1992 (بالأوكرانية: Чемпіонат України з футболу 1992: вища ліга)‏ هو الموسم 1 من  الدوري الأوكراني الممتاز. أقيم خلال الفترة 6 مارس 1992 وحتى 21 يونيو 1992، وكان عدد الأندية المشاركة فيه  20، وفاز فيه نادي تافريا سيمفروبول.